# Бохотниця Мефодій
Бохотниця Мефодій – бандурист. Народився у с. Шпанів. Був учасником об’єднаної чоловічої капели бандуристів у Львові (1938), мішаної – у м. Рівне (1939), керував хором «Просвіти» с. Шпанів неподалік Рівного.

## Життєпис та творчий шлях
30 січня 1938 р. у складі об'єднаної чоловічої капели М. Бохотниця  брав участь у академії, присвяченої 20-річчю бою під Крутами. Серед бандуристів також були: Яків Бичківський, Степан Малюца, Юрій Сінгалевич, Федір Якимець, Кость Місевич, Дмитро Стопкевич.
Під час його виступу на шевченківському святі у Здолбунові слухачів приємно вразила майстерна гра інструментальних творів та м'який ліричний голос бандуриста, який виконав пісні «Про Почаївську Божу Матір», «Про Байду», уривки з «Гамалії» Шевченка («Ой, нема, нема» та «Вночі на могилі»). М. Бохотниця часто виступав у дуеті з дружиною-бандуристкою Валентиною.